# Bolotheta punctata
Bolotheta punctata är en insektsart som beskrevs av Henry Fairfield Osborn 1923. Bolotheta punctata ingår i släktet Bolotheta och familjen dvärgstritar. Inga underarter finns listade i Catalogue of Life.